# Angriffsaussperrung
Als Angriffsaussperrung wird diejenige Aussperrung bezeichnet, mit der der Arbeitgeber den Arbeitskampf eröffnet. Sie wird auch als Offensiv- oder Aggressivaussperrung bezeichnet. Es handelt sich um genau alle Aussperrungen, denen kein Streik vorausgeht. Sie kann entweder durch den einzelnen Arbeitgeber (wegen § 2 I TVG) oder durch den Arbeitgeberverband erfolgen. Ziel ist entweder die Herbeiführung eines anderen Tarifvertrages oder zur Vorbeugung gegen gewerkschaftliche Forderungen.

## Zulässigkeit
Die Rechtsgrundlage der Aussperrung im Allgemeinen und demnach auch der Angriffsaussperrung liegt in der in Art. 9 III GG verankerten Tarifautonomie. Diese garantiert den Koalitionen die Schaffung bzw. Gestaltung der Arbeits- und Wirtschaftsbedingungen ohne jeglichen staatlichen Einfluss. Damit die Tarifautonomie funktioniert, müssen den Tarifvertragsparteien (also den Arbeitgebern oder Arbeitgeberverbänden auf der einen und den Gewerkschaften auf der anderen Seite) gleicheffektive Arbeitskampfmittel zur Verfügung stehen. Dieses Verhandlungsgleichgewicht wird auch Kampfparität genannt und ist sozusagen der neuralgische Punkt. Sowohl diejenigen, die sich gegen die Zulässigkeit der Aussperrung aussprechen, als auch diejenigen, die dafür argumentieren, führen die Kampfparität als entscheidendes Kriterium an. Andere halten schließlich die Aussperrung im Allgemeinen wegen Verstoßes gegen die Menschenwürde (Art. 1 I GG) für verfassungswidrig. Im Alltag ist die Angriffsaussperrung jedoch weniger von Bedeutung, da sie in Deutschland bis 2019 nicht praktiziert wurde. Im Tarifstreit 2019 zwischen CineStar und der Gewerkschaft Ver.di hat die Arbeitgeberseite jedoch dieses Arbeitskampfmittel wiederholt eingesetzt. (Jedoch war dies nicht der erste Arbeitskampfmitteleinsatz in diesem Tarifkonflikt, daher lag auch hier keine direkte Angriffsaussperrung vor.)